# Појнт Арина (Калифорнија)
Појнт Арина (енгл. Point Arena) град је у америчкој савезној држави Калифорнија. По попису становништва из 2010. у њему је живело 449 становника.

## Демографија
Према попису становништва из 2010. у граду је живело 449 становника, што је 25 (5,3%) становника мање него 2000. године.
| Група             | 2000.       | 2010.       |
| Белци             | 315 (66,5%) | 286 (63,7%) |
| Афроамериканци    | 5 (1,1%)    | 2 (0,4%)    |
| Азијати           | 1 (0,2%)    | 0 (0,0%)    |
| Хиспаноамериканци | 135 (28,5%) | 150 (33,4%) |
| Укупно            | 474         | 449         |